# Jean Aicard
Jean François Victor Aicard, född 4 februari 1848 och död 13 maj 1921, var en fransk diktare.

## Biografi
Aicard var av den parnassiska skolan (Les Parnassiens), medlem av Franska akademin från 1909. Aicards båda lyriska specialområden framgår av titlarna på de prisbelönta samlingarna Poèmes de Provence (1874) och La chanson de l'enfant (1896). Jämte Frédéric Mistral har han hävdat den provensalska dialekten som litteraturspråk. På provensalska skrev han idyllen Miette et Noré (1880). Hans produktion, som också sträcker sig över dramats och romanens gebit, är idealistiskt och religiöst inspirerad.